# علامات وأعراض التصلب المتعدد
يمكن أن يسبب التصلب المتعدد مجموعة متنوعة من الأعراض، منها: تغيرات في الإحساس (نقص الحس)، ضعف العضلات، تشنجات عضلية غير طبيعية، أو صعوبة في الحركة؛ صعوبات في التنسيق والتوازن، مشاكل في الكلام (رتة) أو البلع (عسر البلع)، مشاكل بصرية (رأرأة، التهاب العصب البصري، ازدواج الرؤية)، التعب ومتلازمة الآلام الحادة أو المزمنة، ضعف الإدراك، أو أعراض العاطفية (الاكتئاب الشديد بشكل رئيسي). المقياس السريري الرئيسي المُعتمد في قياس تطور درجة الإعاقة وشدة الأعراض (إي دي إس إس).
غالبًا ما تكون الهجمات الأولية عابرة وخفيفة (أو بدون أعراض) ومحددة لذاتها، ولا تتطلب زيارة أماكن الرعاية الصحية وأحيانًا لا يُوضع التشخيص إلا بعد حدوث مزيد من الهجمات. الأعراض الأولية الأكثر شيوعًا التي أُبلغ عنها هي: التغيرات في الإحساس في الذراعين أو الساقين أو الوجه (33%)، فقدان الرؤية الكامل أو الجزئي (التهاب العصب البصري) (20%)، الضعف (13%)، الرؤية المزدوجة (7%)، عدم الثبات أثناء المشي (5%)، ومشاكل في التوازن (3%)، ولكن أُبلغ عن العديد من الأعراض الأولية النادرة، مثل: فقدان القدرة على الكلام أو الإصابة بالذهان. يعاني 15% من الأفراد من مجموعة أعراض متعددة عندما يطلبون الرعاية الطبية لأول مرة.

## المثانة والأمعاء
تظهر مشاكل متعلقة بالمثانة عند 70-80% من الأشخاص المصابين بالتصلب المتعدد، ولها تأثير مهم على عادات النظافة والنشاط الاجتماعي. عادةً ما ترتبط مشاكل المثانة بمستويات عالية من الإعاقة وظهور علامات عصبية هرمية في الأطراف السفلية.
المشاكل الأكثر شيوعًا هي الإلحاح البولي (سلس البول) ولكن تظهر أيضًا صعوبات في بدء التبول، والتردد، والإحساس بعدم اكتمال عملية التبول، والاحتباس. عندما يحدث احتباس البول تصبح التهابات المسالك البولية الثانوية شائعة الحدوث.
أهداف العلاج هي التخفيف من أعراض الجهاز البولي، وعلاج التهابات المسالك البولية، وتقليل المضاعفات المحتملة، والحفاظ على وظائف الكلية. يمكن تصنيف العلاجات إلى نوعين فرعيين رئيسيين: العلاج الدوائي وغير الدوائي. تختلف العلاجات الدوائية بشكل كبير اعتمادًا على أصل الخلل الوظيفي أو نوعه وبعض الأمثلة على الأدوية المستخدمة هي: الفوزوزين للاحتباس البولي، فلافوكسات وتروسبيوم للإلحاح وسلس البول، وديسموبريسين للتبول الليلي. تتضمن العلاجات غير الدوائية ممارسة تمارين عضلات قاع الحوض، والتحفيز، وأحيانًا وضع القسطرة المثانية بشكل متقطع.
تؤثر مشاكل الأمعاء على نحو 70% من المرضى، إذ يعاني نحو 50% من المرضى من الإمساك وما يصل إلى 30% من السلس الغائطي. عادةً ما يكون سبب ضعف الأمعاء لدى مرضى التصلب المتعدد إما نقص حركية الأمعاء أو ضعف التحكم العصبي في عملية التغوط. ويرتبط النوع الأول بشكل شائع بعدم القدرة على الحركة أو الآثار الثانوية للأدوية المستخدمة في علاج المرض. يمكن تخفيف الألم أو مشاكل التغوط من خلال تغيير النظام الغذائي الذي يشمل، من بين تغييرات أخرى، زيادة تناول السوائل والملينات الفموية أو التحاميل والحقن الشرجية عندما لا تكون العادات والتدابير الفموية كافية للسيطرة على المشاكل.

## عاطفيًا
الأعراض العاطفية شائعة أيضًا ويُعتقد أنها استجابة طبيعية للإصابة بمرض مُوهن ونتيجة لتلف مناطق معينة من الجهاز العصبي المركزي التي تولد المشاعر وتتحكم فيها.
الاكتئاب السريري هو أكثر الحالات العصبية والنفسية شيوعًا: أُبلغ عن معدلات انتشار الاكتئاب استمر مدى الحياة بنسبة 40-50% ولمدة 12 شهرًا نحو 20% بين الأشخاص المصابين بمرض التصلب المتعدد. هذه الأرقام أعلى بكثير عند للأشخاص المصابين بأمراض مزمنة أخرى مرافقة. لقد حققت دراسات تصوير الدماغ التي تحاول ربط الاكتئاب بالآفات في مناطق معينة من الدماغ نجاحًا متغيرًا.
تظهر أيضًا مشاعر أخرى لدى المرضى مثل: الغضب والقلق والإحباط واليأس المتكرر، كما أن الانتحار يمثل تهديدًا حقيقيًا فهو يؤدي إلى 15% من الوفيات عند مرضى التصلب المتعدد، نادرًا ما يظهر الذهان أيضًا.

## التعب
التعب شائع جدًا وأحد مسببات الإعاقة عند مرضى التصلب المتعدد وله علاقة وثيقة بأعراض الاكتئاب. عندما تبدأ معالجة الاكتئاب، فإن التعب يبدأ أيضًا بالانخفاض ويُوصى بتقييم حالة الاكتئاب عند المرضى قبل استخدام الأساليب العلاجية الأخرى. وبنفس الطريقة، يمكن أن تساهم عوامل أخرى مثل اضطراب النوم، أو الألم المزمن، أو سوء التغذية، أو حتى بعض الأدوية في الشعور بالإرهاق والتعب، ويُشجع الأطباء على تحديدها ومعالجتها. هناك أيضًا أدوية مختلفة تستخدم لعلاج التعب بالإضافة إلى التدخلات النفسية للحفاظ على الطاقة الإيجابية؛ ولكن تأثيرها ضئيل ولهذه الأسباب يُعتبر التعب من الأعراض التي يُصعب التعامل معها والسيطرة عليها.  يرتبط التعب أيضًا بمناطق معينة من الدماغ عند مرض التصلب المتعدد وذلك حسب تقنيات التصوير بالرنين المغناطيسي.

## تحددات الحركة
تُعتبر أعراض تحدد الحركة في نشاطات مثل: المشي، والتنقلات، والتقلب في الفراش، وما إلى ذلك، شائعة لدى الأفراد الذين يعانون من التصلب المتعدد. إذ في غضون 10 سنوات بعد ظهور مرض التصلب المتعدد، يصل ثلث المرضى إلى درجة 6 على المقياس المُعتمد لتحديد درجة تطور المرض (إي دي إس إس)، ما يتطلب استخدام أداة مساعدة على المشي من جانب واحد، وبحلول 30 عامًا تزداد النسبة إلى 83%.
قد توجد مجموعة كبيرة من الإعاقات لدى المصابين بمرض التصلب المتعدد والتي يمكن أن تؤثر بمفردها أو مجتمعة بشكل مباشر على توازن الشخص ووظائفه وقدرته على الحركة، وتشمل هذه الإعاقات: التعب، والضعف، وفرط التوتر، وقلة تحمل التمارين، واختلال التوازن، والرنح، والرعشة.
قد تهدف التدخلات إلى التقليل من الإعاقات الفردية التي تؤثر على الحركة، من الأمثلة على ذلك تعليم المرضى استخدام بعض المعدات مثل أدوات المساعدة على المشي والكراسي المتحركة والدراجات البخارية الآلية بالإضافة إلى تعليمات متعلقة بالاستراتيجيات التعويضية لإنجاز نشاط ما.

## الألم
الألم، عرض شائع عند مرضى التصلب المتعدد. تشير دراسة حديثة جمعت نتائج 28 دراسة (7101 مريضًا) بشكل منهجي إلى أن الألم يؤثر على 63% من المصابين بمرض التصلب المتعدد. وصفت هذه الدراسات الـ 28 الألم عند مجموعة كبيرة من الأشخاص المختلفين المصابين بالتصلب المتعدد. لم يجد الباحثون أي دليل على أن الألم كان أكثر شيوعًا لدى الأشخاص في المراحل المتقدمة من المرض، أو عند الإناث مقارنة بالذكور، أو عند الأشخاص الذين يعانون من مستويات مختلفة من الإعاقة، أو عند الأشخاص الذين أصيبوا بمرض التصلب المتعدد لفترات زمنية مختلفة.
يمكن أن يكون الألم شديدًا ومنهكًا، وقد يكون له تأثير عميق على نوعية الحياة والصحة العقلية للمريض. يُعتقد أن أنواعًا معينة من الألم تظهر أحيانًا بعد إصابة السيالات الصاعدة أو الهابطة التي تتحكم في نقل المنبهات المؤلمة، ولكن توجد العديد من الأسباب الأخرى. يُعتقد أن أكثر أنواع الألم انتشارًا هو الصداع (43%) وآلام الأطراف (26%) وآلام الظهر (20%) والتشنجات المؤلمة (15%) وألم العصب ثلاثي التوائم (3%).
يرجع الألم الحاد بشكل رئيسي إلى التهاب العصب البصري أو ألم العصب الثلاثي التوائم أو أو خلل الحس. عادة ما يكون الألم تحت الحاد ثانويًا للمرض ويمكن أن يكون نتيجة لقضاء الكثير من الوقت في نفس الوضعية أو بسبب احتباس البول أو التقرحات الجلدية. الألم المزمن شائع ويصعب علاجه.